# Joan Mayné i Torras
Joan Mayné i Torras (Sant Boi de Llobregat, 19 de setembre de 1928 - Barcelona, 14 de novembre de 2016) va ser un escultor català especialitzat en escultura religiosa.

## Biografia
Fill d'un enginyer, un professor descobrí la seva predisposició artística quan tenia 13 anys. Estudià a l'Escola de la Llotja i treballà amb Vicenç Navarro, Joaquim Ros i Josep Maria Camps i Arnau. Doctor en Belles Arts, a partir de 1968 fou professor a l'Escola de Belles Arts de Sant Jordi i posteriorment (1985-98) catedràtic a la Facultat de Belles Arts de la UB, de la que també fou director del departament de Processos de l'Expressió Plàstica. El 1991 organitzà el Primer Congrés de Belles arts, que establí les bases del programa d'estudis de les facultats de Belles Arts. Els seus primers treballs els realitzà al seu petit estudi de Sant Boi, i més tard a l'estudi del Papiol situat a la seva residència d'estiueig que es convertí en residència definitiva. La seva obra més coneguda és el retaule en alabastre policromat del Santuari de Torreciutat. Pare de sis fills, va morir el 14 de novembre de 2016.

## Obres
- Relleus de Sant Pere i Sant Pau. Presbiteri de la Catedral de Barcelona. 1.80x0.56 m (any 1981).
- Bàcul fos en plata para S.S. Joan Pau II. Vaticà.
- Imatges de Jesús, la Verge i Sant Josep, Església de la Sagrada Família d'Igualada, 2 m., en fusta de bedoll.
- Frontal de l'Altar Major. Catedral de Toledo. 1.50x1.20 m.
- Sant Francesc. Mausoleu. Chicago (EUA) 2.5 m
- Imatge de la Verge amb el nen, pel Col·legi Canigó, de Barcelona. Tallada en fusta d'entandrophragma.
- Mural ornamental figuratiu. Marketing Ltd. Ohio (EUA). 3x2 m. Ceràmica.
- Relleu monumental Estació Transoceànica (Barcelona). Ceràmica.
- Imatge de la Verge amb el nen, pel jardí del Bisbat de Lleida. 1.50 m. Pedra.
- Imatge Sagrat Cor monumental (7 m) realitzat en bronze a la cera perduda. Amposta.
- Dos relleus retaule, dedicats a Sant Fructuós. Església Parroquial d'Hostalets de Balenyà. 2.5x2.5 m
- Imatges dels Sants Josep i Benedetto Menni, per l'església de les Germanes Hospitalàries del Sagrat Cor de Jesús, San Boi de Llobregat. 2.30 m. Talla en fusta de caoba.
- Retaule en alabastre policromat del Santuari de Torreciutat
- Imatge de Sant Josepmaria Escrivá de Balaguer, 2.30 m. Alabastre policromat. Santuari de Torreciutat.
- Talla escultòrica de Sant Benedetto Menni. 1.90 m. Germanes. Hospitalàries. Paris (França).

## Galeria d'imatges

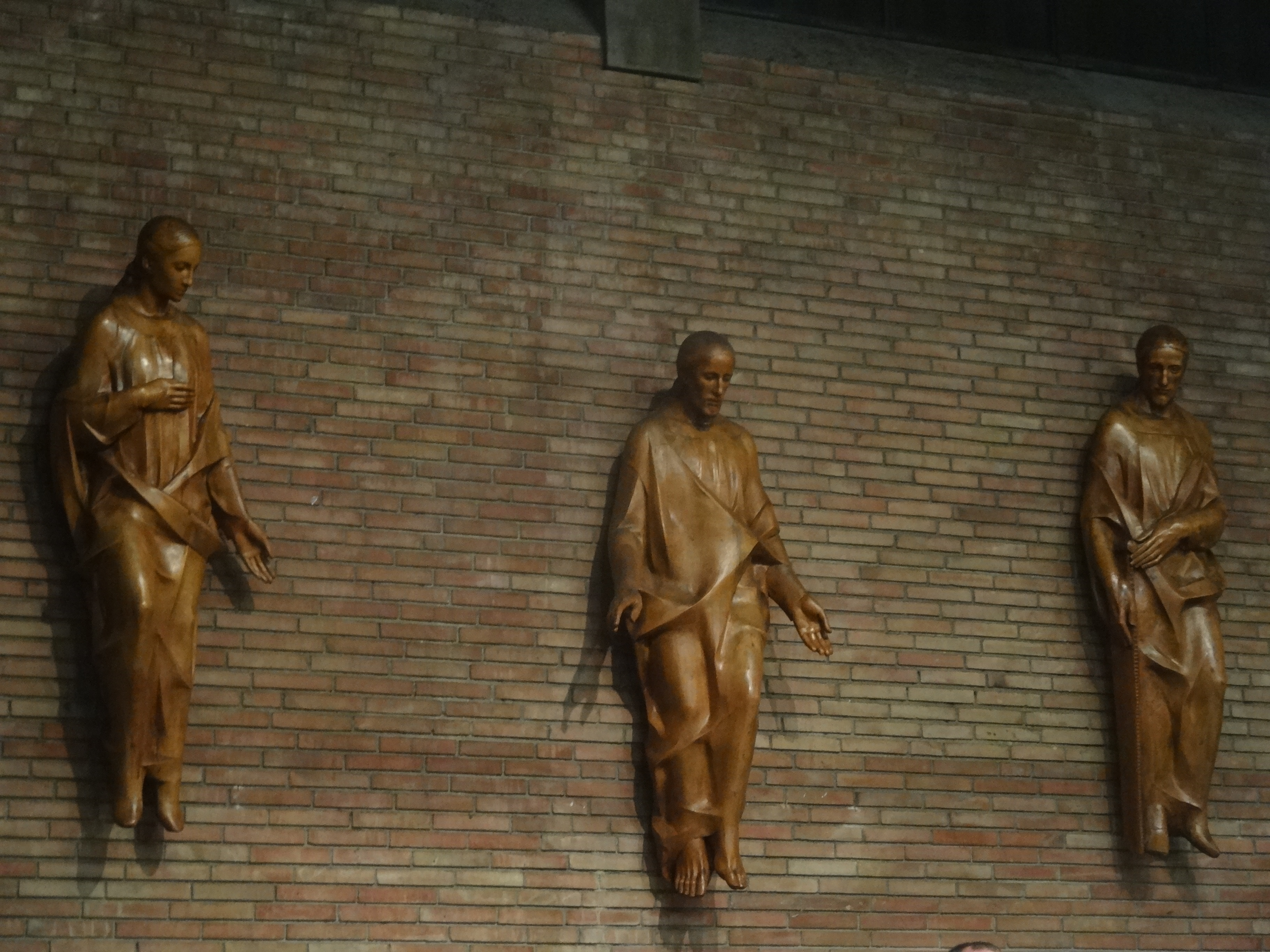
Imatges a l'Església de la Sagrada Família d'Igualada
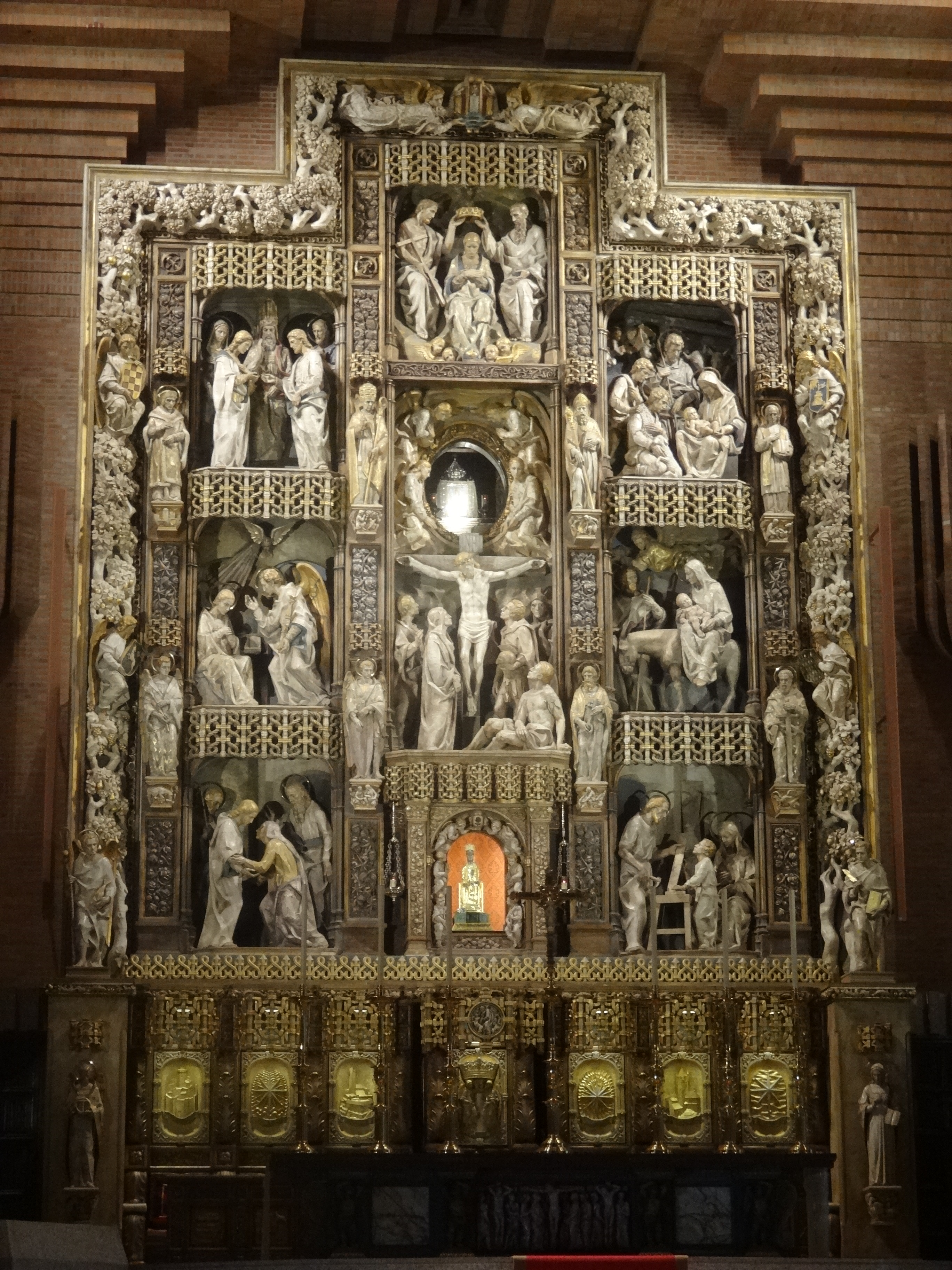
Retaule en alabastre del Santuari de Torreciutat